# لما د اوسیسا
لما د اوسیسا (به اسپانیایی: Loma de Ucieza) یک شهرستان در اسپانیا است که در استان پالنسیا واقع شده‌است.

## خصوصیات
لما د اوسیسا ۷۱ کیلومترمربع مساحت و ۲۹۸ نفر جمعیت دارد.